# لئونرا
لئونرا (اسپانیایی: Leonera‎)  یا لانهٔ شیر  یک فیلم درام آرژانتینی به کارگردانی پابلو تراپرو است. کارگردان فیلم لئونرا، پابلو تریپرو است. این فیلم در سال ۲۰۰۸ میلادی ساخته شد.

## بازیگران
- مارتینا گوسمن
- الی مدیروس